# C/2015 F5
C/2015 F5是一顆週期彗星。

## 發現
2015年3月29日，Szymon Liwo和Worachate Boonplod在SOHO拍攝的近乎即時的SWAN影像中發現的彗星。2015年4月4日，孫國佑和 高興在中國烏魯木齊星明天文台也獨立發現該彗星。
當C/2015 F5被發現時，彗星剛剛通過近日點，距離太陽僅0.35天文單位，亮度約為+10等。2015年5月，這顆彗星亮度低於+13等。該彗星屬於週期彗星，其軌道周期約為61年。

## 外部連結
- [ https://ssd.jpl.nasa.gov/tools/sbdb_lookup.html#/?sstr=1003382 JPL Small-Body Database]